# Giải bóng đá trong nhà vô địch quốc gia 2015
Giải futsal Quốc gia 2015 là giải bóng đá futsal do Liên đoàn bóng đá Việt Nam tổ chức lần thứ ba hàng năm. Mùa giải 2015, Giải vô địch futsal Quốc gia sẽ bắt đầu thi đấu theo thể thức League. Mục đích là nhằm đảm bảo cho các đội có thêm cơ hội được thi đấu nhiều hơn cũng như đưa futsal Việt Nam từng bước hòa nhập vào sự phát triển chung của futsal châu lục và thế giới. Giải năm nay có sự tham dự của 10 đội bao gồm: Bệnh viện An Phước Bình Thuận, Casanco, FishSan Ninh Thuận, Hoàng Thư Đà Nẵng, HPN - Phú Nhuận, Sanna Khánh Hòa, Sanatech Khánh Hòa, Tân Hiệp Hưng, Thái Sơn Bắc, Thái Sơn Nam.

## Phương thức thi đấu
Giai đoạn I (vòng loại)
10 đội bóng chia làm 2 bảng A và B, 5 đội/bảng thi đấu vòng tròn 1 lượt ở mỗi bảng để tính điểm xếp hạng. Chọn 4 đội có thành tích tốt nhất ở mỗi bảng vào thi đấu ở giai đoạn II.
Giai đoạn II
8 đội bóng có thành tích tốt nhất ở giai đoạn I sẽ thi đấu vòng tròn 1 lượt (tập trung) tính điểm xếp hạng. 6 đội bóng có thành tích tốt nhất sẽ được ưu tiên thi đấu tại giai đoạn II của mùa giải kế tiếp. 2 đội bóng xếp thứ Bảy và thứ Tám trong bảng xếp hạng sẽ phải thi đấu tại vòng loại của mùa giải 2016 (nếu tổng số Đội tham dự tại mùa giải 2016 nhiều hơn 8 Đội).

## Cách tính điểm, xếp hạng
- Đội thắng: 3 điểm, Đội hoà: 1 điểm và Đội thua: 0 điểm;

Tính tổng số điểm của các Đội đạt được để xếp thứ hạng.
- Nếu có từ hai Đội trở lên bằng điểm nhau, thứ hạng các Đội sẽ được xác định như sau: trước hết sẽ tính kết quả của các trận đấu giữa các Đội đó với nhau theo thứ tự: 
  - Tổng số điểm.
  - Hiệu số của tổng số bàn thắng trừ tổng số bàn thua.
  - Tổng số bàn thắng.

Đội nào có chỉ số cao hơn sẽ xếp trên.
- Trường hợp các chỉ số trên bằng nhau, Ban tổ chức sẽ tiếp tục xét các chỉ số của tất cả các trận đấu trong giải theo thứ tự:
  - Hiệu số của tổng số bàn thắng trừ tổng số bàn thua.
  - Tổng số bàn thắng.

Đội nào có chỉ số cao hơn sẽ xếp trên.
Nếu các chỉ số vẫn bằng nhau, Ban tổ chức sẽ tổ chức bốc thăm để xác định thứ hạng của các Đội (trong trường hợp chỉ có hai đội có các chỉ số trên bằng nhau và còn thi đấu trên sân thì sẽ tiếp tục thi đá luân lưu 6m để xác định đội xếp trên).

## Thời gian và địa điểm thi đấu
Giai đoạn I
- Thời gian: từ ngày 29/3 - 7/4/2015
- Địa điểm: NTĐ Lãnh Bình Thăng & NTĐ Phú Thọ - Tp Hồ Chí Minh

Giai đoạn II
- Thời gian: từ ngày 12 - 25/4/2015
- Địa điểm: NTĐ Lãnh Bình Thăng - Tp Hồ Chí Minh.

## Giải thưởng
- Đội vô địch: Cúp, Huy chương vàng, bảng danh vị và Giải thưởng: 80.000.000đ
- Đội thứ nhì: Huy chương bạc, bảng danh vị và giải thưởng: 50.000.000đ
- Đội thứ ba: Huy chương đồng, bảng danh vị và giải thưởng:	30.000.000đ

(Mỗi bộ huy chương gồm 19 chiếc)
- Giải phong cách: bảng danh vị và giải thưởng:	10.000.000đ
- Cầu thủ xuất sắc nhất giải: bảng danh vị và giải thưởng:	5.000.000đ
- Cầu thủ ghi nhiều bàn thắng nhất giải: bảng danh vị và giải thưởng:	5.000.000đ

(Nếu trường hợp có từ hai cầu thủ trở lên ghi được số bàn thắng cao nhất bằng nhau, thì giải thưởng sẽ được chia đều cho các cầu thủ đó)
- Thủ môn xuất sắc nhất giải: bảng danh vị và giải thưởng:	5.000.000đ
- Tổ trọng tài hoàn thành xuất sắc nhiệm vụ: 5.000.000đ.[2]

## Lịch thi đấu và kết quả

### Giai đoạn I
| GIẢI FUTSAL QUỐC GIA 2015 | GIẢI FUTSAL QUỐC GIA 2015 | GIẢI FUTSAL QUỐC GIA 2015 | GIẢI FUTSAL QUỐC GIA 2015 | GIẢI FUTSAL QUỐC GIA 2015 | GIẢI FUTSAL QUỐC GIA 2015 |
| ------------------------- | ------------------------- | ------------------------- | ------------------------- | ------------------------- | ------------------------- |
| Ngày                      | Giờ                       | Nhà thi đấu               | Đội 1                     | Tỷ số                     | Đội 2                     |
| 29/3/2015                 | 14:00                     | Phú Thọ                   | Casanco                   | 3-2                       | Sanna Khánh Hòa           |
| 29/3/2015                 | 16:00                     | Phú Thọ                   | Thái Sơn Nam              | 4-3                       | HPN Phú Nhuận             |
| 30/3/2015                 | 14:00                     | Phú Thọ                   | Sanatech Khánh Hòa        | 2-0                       | Fishsan Ninh Thuận        |
| 30/3/2015                 | 16:00                     | Phú Thọ                   | Tân Hiệp Hưng             | 1-2                       | Thái Sơn Bắc              |
| 31/3/2015                 | 14:00                     | Phú Thọ                   | Hoàng Thư Đà Nẵng         | 2-6                       | Thái Sơn Nam              |
| 31/3/2015                 | 16:00                     | Phú Thọ                   | HPN Phú Nhuận             | 1-2                       | Sanna Khánh Hòa           |
| 1/4/2015                  | 14:00                     | Phú Thọ                   | An Phước Bình Thuận       | 2-5                       | Tân Hiệp Hưng             |
| 1/4/2015                  | 16:00                     | Phú Thọ                   | Thái Sơn Bắc              | 4-4                       | Sanatech Khánh Hòa        |
| 2/4/2015                  | 14:00                     | Phú Thọ                   | Sanna Khánh Hòa           | 2-1                       | Thái Sơn Nam              |
| 2/4/2015                  | 16:00                     | Phú Thọ                   | Casanco                   | 2-3                       | Hoàng Thư Đà Nẵng         |
| 3/4/2015                  | 14:00                     | Phú Thọ                   | Sanatech Khánh Hòa        | 3-2                       | Tân Hiệp Hưng             |
| 3/4/2015                  | 16:00                     | Phú Thọ                   | Fishsan Ninh Thuận        | 1-4                       | An Phước Bình Thuận       |
| 4/4/2015                  | 14:00                     | Phú Thọ                   | Thái Sơn Nam              | 8-2                       | Casanco                   |
| 4/4/2015                  | 16:00                     | Phú Thọ                   | Hoàng Thư Đà Nẵng         | 0-3                       | HPN Phú Nhuận             |
| 5/4/2015                  | 14:00                     | Phú Thọ                   | Thái Sơn Bắc              | 1-2                       | An Phước Bình Thuận       |
| 5/4/2015                  | 16:00                     | Phú Thọ                   | Tân Hiệp Hưng             | 3-1                       | Fishsan Ninh Thuận        |
| 6/4/2015                  | 14:00                     | Phú Thọ                   | Casanco                   | 2-2                       | HPN Phú Nhuận             |
| 6/4/2015                  | 16:00                     | Phú Thọ                   | Hoàng Thư Đà Nẵng         | 0-2                       | Sanna Khánh Hòa           |
| 7/4/2015                  | 14:00                     | Phú Thọ                   | Sanatech Khánh Hòa        | 3-3                       | An Phước Bình Thuận       |
| 7/4/2015                  | 16:00                     | Phú Thọ                   | Thái Sơn Bắc              | 7-3                       | Fishsan Ninh Thuận        |

### Giai đoạn II
| GIẢI FUTSAL QUỐC GIA 2015 | GIẢI FUTSAL QUỐC GIA 2015 | GIẢI FUTSAL QUỐC GIA 2015 | GIẢI FUTSAL QUỐC GIA 2015 | GIẢI FUTSAL QUỐC GIA 2015 | GIẢI FUTSAL QUỐC GIA 2015     |
| ------------------------- | ------------------------- | ------------------------- | ------------------------- | ------------------------- | ----------------------------- |
| Ngày                      | Giờ                       | Nhà thi đấu               | Đội 1                     | Tỷ số                     | Đội 2                         |
| 12/4/2015                 | 13:30                     | Phú Thọ                   | HPN Phú Nhuận             | 2-5                       | Tân Hiệp Hưng                 |
| 12/4/2015                 | 15:30                     | Phú Thọ                   | Thái Sơn Nam              | 4-5                       | Thái Sơn Bắc                  |
| 12/4/2015                 | 17:30                     | Phú Thọ                   | Sanatech Khánh Hòa        | 4-5                       | Sanna Khánh Hòa               |
| 12/4/2015                 | 19:30                     | Phú Thọ                   | An Phước Bình Thuận       | 3-5                       | Hoàng Thư Đà Nẵng             |
| 13/4/2015                 | 13:30                     | Phú Thọ                   | Hoàng Thư Đà Nẵng         | 1-6                       | Sanna Khánh Hòa               |
| 13/4/2015                 | 15:30                     | Phú Thọ                   | Sanatech Khánh Hòa        | 3-1                       | An Phước Bình Thuận           |
| 13/4/2015                 | 17:30                     | Phú Thọ                   | Thái Sơn Bắc              | 4-2                       | Tân Hiệp Hưng                 |
| 13/4/2015                 | 19:30                     | Phú Thọ                   | HPN Phú Nhuận             | 0-2                       | Thái Sơn Nam                  |
| 16/4/2015                 | 13:30                     | Phú Thọ                   | Sanna Khánh Hòa           | 3-0                       | Bệnh viện An Phước Bình Thuận |
| 16/4/2015                 | 15:30                     | Phú Thọ                   | HPN Phú Nhuận             | 3-5                       | Thái Sơn Bắc                  |
| 16/4/2015                 | 17:30                     | Phú Thọ                   | Tân Hiệp Hưng             | 0-4                       | Thái Sơn Nam                  |
| 16/4/2015                 | 19:30                     | Phú Thọ                   | Hoàng Thư Đà Nẵng         | 4-6                       | Sanatech Khánh Hòa            |
| 18/4/2015                 | 13:30                     | Phú Thọ                   | Thái Sơn Bắc              | 8-3                       | Hoàng Thư Đà Nẵng             |
| 18/4/2015                 | 15:30                     | Phú Thọ                   | An Phước Bình Thuận       | 2-3                       | Thái Sơn Nam                  |
| 18/4/2015                 | 17:30                     | Phú Thọ                   | Sanna Khánh Hòa           | 2-2                       | Tân Hiệp Hưng                 |
| 18/4/2015                 | 19:30                     | Phú Thọ                   | Sanatech Khánh Hòa        | 5-3                       | HPN Phú Nhuận                 |
| 19/4/2015                 | 13:30                     | Phú Thọ                   | Thái Sơn Nam              | 6-6                       | Sanatech Khánh Hòa            |
| 19/4/2015                 | 15:30                     | Phú Thọ                   | Tân Hiệp Hưng             | 2-2                       | Hoàng Thư Đà Nẵng             |
| 19/4/2015                 | 17:30                     | Phú Thọ                   | An Phước Bình Thuận       | 3-5                       | HPN Phú Nhuận                 |
| 19/4/2015                 | 19:30                     | Phú Thọ                   | Thái Sơn Bắc              | 3-6                       | Sanna Khánh Hòa               |
| 21/4/2015                 | 13:30                     | Phú Thọ                   | Tân Hiệp Hưng             | 5-3                       | Sanatech Khánh Hòa            |
| 21/4/2015                 | 15:30                     | Phú Thọ                   | HPN Phú Nhuận             | 2-4                       | Sanna Khánh Hòa               |
| 21/4/2015                 | 17:30                     | Phú Thọ                   | Hoàng Thư Đà Nẵng         | 0-7                       | Thái Sơn Nam                  |
| 21/4/2015                 | 19:30                     | Phú Thọ                   | Thái Sơn Bắc              | 5-2                       | An Phước Bình Thuận           |
| 23/4/2015                 | 13:30                     | Phú Thọ                   | HPN Phú Nhuận             | 1-4                       | Hoàng Thư Đà Nẵng             |
| 23/4/2015                 | 15:30                     | Phú Thọ                   | Sanna Khánh Hòa           | 6-2                       | Thái Sơn Nam                  |
| 23/4/2015                 | 17:30                     | Phú Thọ                   | Sanatech Khánh Hòa        | 4-6                       | Thái Sơn Bắc                  |
| 23/4/2015                 | 19:30                     | Phú Thọ                   | An Phước Bình Thuận       | 0-0                       | Tân Hiệp Hưng                 |

## Bảng xếp hạng
Kỷ luật từ VFF
VFF quyết định kỷ luật trừ 1 điểm đối với hai đội bóng HPN Phú Nhuận và Casanco do thái độ thi đấu thiếu tích cực của Casanco và Hải Phương Nam Phú Nhuận đã bị các Cổ động viên la ó một cách dữ dội, đây là hành vi thi đấu đi ngược với tinh thần thể thao của hai đội. Trong trường hợp bị trừ điểm, Casanco là đội bóng sẽ bị loại khỏi Vòng chung kết giải Vô địch futsal Quốc gia 2015, bởi dù có cùng 3 điểm, nhưng đội bóng này thất bại trước Hoàng Thư Đà Nẵng trong cuộc đối đầu trực tiếp. Trong khi đó, Hải Phương Nam Phú Nhuận giành chiến thắng trước Hoàng Thư Đà Nẵng.
| TT | Đội               | Trận | Thắng | Hòa | Thua | Hiệu số | Điểm |
| 1  | Sanna Khánh Hòa   | 4    | 3     | 0   | 1    | 8-5     | 9    |
| 2  | Thái Sơn Nam      | 4    | 3     | 0   | 1    | 19-9    | 9    |
| 3  | HPN Phú Nhuận     | 4    | 1     | 1   | 2    | 9-8     | 4    |
| 4  | Casanco           | 4    | 1     | 1   | 2    | 9-15    | 4    |
| 5  | Hoàng Thư Đà Nẵng | 4    | 1     | 0   | 3    | 5-13    | 3    |

| TT | Đội                    | Trận | Thắng | Hòa | Thua | Hiệu số | Điểm |
| 1  | Sanatech Khánh Hòa     | 4    | 2     | 2   | 0    | 13-9    | 8    |
| 2  | Thái Sơn Bắc           | 4    | 2     | 1   | 1    | 14-10   | 7    |
| 3  | BV An Phước Bình Thuận | 4    | 2     | 1   | 1    | 11-10   | 7    |
| 4  | Tân Hiệp Hưng          | 4    | 2     | 0   | 2    | 11-8    | 6    |
| 5  | Fishsan Ninh Thuận     | 4    | 0     | 0   | 4    | 5-16    | 0    |

| TT | Đội                 | Trận | Thắng | Hòa | Thua | Hiệu số | Điểm |
| 1  | Sanna Khánh Hòa     | 7    | 6     | 1   | 0    | 32-15   | 19   |
| 2  | Thái Sơn Bắc        | 7    | 6     | 0   | 1    | 36-24   | 18   |
| 3  | Thái Sơn Nam        | 7    | 4     | 1   | 2    | 28-19   | 13   |
| 4  | Sanatech Khánh Hòa  | 7    | 3     | 1   | 3    | 31-30   | 10   |
| 5  | Tân Hiệp Hưng       | 7    | 1     | 3   | 3    | 16-17   | 9    |
| 6  | Hoàng Thư Đà Nẵng   | 7    | 2     | 1   | 4    | 19-33   | 7    |
| 7  | HPN Phú Nhuận       | 7    | 1     | 0   | 6    | 16-28   | 3    |
| 8  | An Phước Bình Thuận | 7    | 1     | 0   | 6    | 12-24   | 1    |

## Tổng kết mùa giải
- Vô địch: Sanna Khánh Hòa – Huy chương vàng và 80 triệu đồng
- Hạng Nhì: Thái Sơn Bắc – Huy chương bạc và 50 triệu đồng
- Hạng Ba: Thái Sơn Nam – Huy chương đồng và 30 triệu đồng
- Cầu thủ xuất sắc nhất giải: Mai Thành Đạt (Sanna Khánh Hòa)
- Vua phá lưới: Trần Văn Vũ (Thái Sơn Nam), Nguyễn Phúc (Sanatech Khánh Hòa) cùng 11 bàn.
- Thủ môn xuất sắc: Nguyễn Văn Huy (Thái Sơn Nam)
- Giải phong cách: Sann Khánh Hòa.[4]